# Los Ángeles (Durango)
Los Ángeles es una localidad del estado mexicano de Durango. Es parte del municipio de Lerdo.

## Demografía
| Gráfica de evolución demográfica |
|                                  |

| Censo | Población |
| ----- | --------- |
| 1910  | 291       |
| 1921  | 225       |
| 1930  | 222       |
| 1940  | 243       |
| 1950  | 273       |
| 1960  | 423       |
| 1970  | 685       |
| 1980  | 804       |
| 1990  | 1 246     |
| 2000  | 1 371     |
| 2010  | 1 616     |
| 2020  | 1 707     |